# Phocoenoides dalli
La marsopa de Dall (Phocoenoides dalli) es una especie de cetáceo odontoceto de la familia Phocoenidae,  una de las seis especies de marsopa. La marsopa de Dall es el único miembro del género Phocoenoides, y su nombre proviene del naturalista estadounidense W. H. Dall.
Llamó la atención mundial en la década de 1970 al informarse por primera vez públicamente que las redes de arrastre para la pesca del salmón estaban matando cada año cientos de marsopas de Dall y otros cetáceos a causa de la captura incidental. 

## Descripción
La forma única del cuerpo de Phocoenoides dalli la distingue fácilmente de otras especies de cetáceos. El animal tiene un cuerpo muy fino y cabeza pequeña. La coloración es casi similar a la de una orca: el cuerpo es gris oscuro a negro, con varias manchas muy definidas en los flancos que comienzan detrás de las aletas y se afinan hacia la cabeza. 
La aleta dorsal se ubica justo atrás de la mitad del dorso y es muy erecta. La parte superior tiene una coloración mezclada de blanco a gris, al igual que las aletas. Las aletas de los ejemplares adultos se curvan hacia atrás en forma distintiva.
La marsopa de Dall es de mayor tamaño que otras especies de la familia, ya que puede crecer hasta 2,3 m de longitud y pesar entre 120 y 200 kilogramos. La longevidad característica es de 15 años. 
Rivaliza con la orca para ser el mamífero marino más rápido, llegando a 56 km/h.

## Población y distribución
Se han identificado dos tipos de coloración característica, denominadas "dalli" y "truei", que no han sido definidas como subspecies hasta la fecha.
El tipo dalli está más extendido, con un hábitat que abarca el norte del Océano Pacífico  desde California hasta el sur de Japón, y hasta el Mar de Bering en el norte.
El tipo truei está restringido a una pequeña área en el noreste del Pacífico norte y al este de Japón. 
La especie difiere de otras marsopas porque prefiere aguas profundas y océano abierto, si bien puede acercarse a tierra. No existen estadísticas ciertas de la población total. La mayor concentración se da posiblemente en el Mar de Ojotsk.